# Breitbrunn
Breitbrunn település Németországban, azon belül Bajorországban. Lakosainak száma 1018 fő (2023. december 31.).

## Népesség
A település népessége az elmúlt években az alábbi módon változott:
| Lakosok száma | 267  | 439  | 661  | 961  | 1039 | 1053 | 1034 | 1029 | 1000 | 1018 |
|               | 1875 | 1950 | 1975 | 1987 | 2012 | 2014 | 2016 | 2017 | 2021 | 2023 |